# Strövelstorp
Strövelstorp är en tätort i Ängelholms kommun och kyrkby i Strövelstorps socken i Skåne.
Här ligger Strövelstorps kyrka.

## Befolkningsutveckling
| Befolkningsutvecklingen i Strövelstorp 1960–2020 | Befolkningsutvecklingen i Strövelstorp 1960–2020 | Befolkningsutvecklingen i Strövelstorp 1960–2020 | Befolkningsutvecklingen i Strövelstorp 1960–2020 | Befolkningsutvecklingen i Strövelstorp 1960–2020 |
| ------------------------------------------------ | ------------------------------------------------ | ------------------------------------------------ | ------------------------------------------------ | ------------------------------------------------ |
|                                                  |                                                  |                                                  |                                                  |                                                  |
| År                                               |                                                  |                                                  | Folkmängd                                        | Areal (ha)                                       |
| 1960                                             | 1960                                             |                                                  | 360                                              |                                                  |
| 1965                                             | 1965                                             |                                                  | 429                                              |                                                  |
| 1970                                             | 1970                                             |                                                  | 602                                              |                                                  |
| 1975                                             | 1975                                             |                                                  | 791                                              |                                                  |
| 1980                                             | 1980                                             |                                                  | 804                                              |                                                  |
| 1990                                             | 1990                                             |                                                  | 934                                              | 80                                               |
| 1995                                             | 1995                                             |                                                  | 1 043                                            | 83                                               |
| 2000                                             | 2000                                             |                                                  | 1 030                                            | 83                                               |
| 2005                                             | 2005                                             |                                                  | 1 012                                            | 83                                               |
| 2010                                             | 2010                                             |                                                  | 1 087                                            | 86                                               |
| 2015                                             | 2015                                             |                                                  | 1 207                                            | 143                                              |
| 2020                                             | 2020                                             |                                                  | 1 443                                            | 226                                              |
| Anm.: Norra Varalöv uppgick i tätorten 2020      |                                                  |                                                  |                                                  |                                                  |

## Idrottsföreningar
Strövelstorp GIF - fotboll
Strövelstorp BTK - bordtennis

## Kända personer
Elsa Andersson
Ossian Elgström